# F.L. Smidths hovedkontor i Valby
|  | Denne artikel er oprettet af botten Steenthbot ud fra en ekstern database. Den kan derfor have sproglige fejl eller mangler. Denne skabelon kan fjernes efter kontrol af indholdet. |

F.L. Smidths hovedkontor i Valby er en dansk dokumentarisk optagelse fra 1956.

## Handling
Optagelser fra udgravningen til byggeriet af F.L. Smidths hovedkontor i Valby. F.L. Smidth-koncernen blev grundlagt i 1882 som rådgivende ingeniørfirma af Frederik Læssøe Smidth. Et par år efter stiftelsen trådte Poul Larsen og Alexander Foss ind i firmaet, og i 1887 fik FLS sin første opgave inden for cementindustrien. Med introduktionen af rørmøllen og roterovnen omkring århundredskiftet lagde F.L. Smidth sig i spidsen for den teknologiske udvikling inden for cementindustrien. Cement vandt for alvor udbredelse i byggeriet omkring år 1900.